# Réseau des académies africaines des sciences
Le Réseau des académies africaines des sciences (NASAC) a été créé en décembre 2001 en tant que forum indépendant pour les académies africaines des sciences afin de discuter des questions scientifiques d'intérêt commun.

## Membres
Les académies membres sont: 
- Académie africaine des sciences
- Académie des sciences du Cameroun
- Académie ghanéenne des arts et des sciences
- Académie nationale des sciences du Kenya
- Académie nationale des arts, des lettres et des sciences de Madagascar
- Académie nigériane des sciences
- Académie des sciences et techniques du Sénégal
- Académie des sciences d'Afrique du Sud
- Académie des sciences du Soudan
- Académie des sciences de Tanzanie
- Académie nationale des sciences ougandaise
- Académie zambienne des sciences
- Académie des sciences du Zimbabwe

## Déclaration sur le changement climatique
En 2007, le Réseau des académies africaines des sciences a soumis une «déclaration commune sur la durabilité, l'efficacité énergétique et le changement climatique » aux dirigeants réunis lors du sommet du G8 à Heiligendamm, en Allemagne. 
«Un consensus, basé sur les preuves actuelles, existe désormais au sein de la communauté scientifique mondiale selon lequel les activités humaines sont la principale source de changement climatique et que la combustion de combustibles fossiles est largement responsable de la conduite de ce changement.». 